# Dominick Trinchera

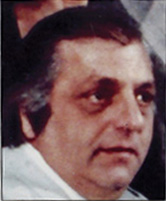
Dominick Trinchera

Dominick „Big Trin“ Trinchera (* 20. Dezember 1936 in Rockland, New York; † 5. Mai 1981 in Dyker Heights, Brooklyn) war ein italoamerikanischer Mobster der La Cosa Nostra in New York City und gehörte der Bonanno-Familie an. Innerhalb dieser Mafia-Organisation hatte er die Stellung eines Caporegime inne.
Er wurde zusammen mit Alphonse Indelicato und Philip Giaccone am 5. Mai 1981 von rivalisierenden Capos innerhalb der Bonanno-Familie ermordet, nachdem er den Sturz des Bosses Philip Rastelli geplant hatte.

## Leben

### Aufstieg
Seine Eltern stammten aus Rom und Neapel. Er arbeitete sich innerhalb der Familie nach oben und wurde 1979 zum Caporegime ernannt. Trinchera hatte nie richtig Englisch gelernt, sondern sprach mit starkem italienischem Akzent. Der schwergewichtige Capo – er soll etwa 175 Kilogramm auf die Waage gebracht haben – kontrollierte Geschäfte in  New Jersey, Brooklyn und Queens. Ihm gehörte auch eine Logistik-Firma, die er kurz vor seiner Ermordung für 2,5 Millionen Dollar verkauft hatte.
Am 12. Juli 1979  beteiligte sich Trinchera zusammen mit Giaccone und Indelicato an der Ermordung des Acting Boss (jemand, der stellvertretend für den richtigen Boss die Familie leitet) Carmine Galante in einem Restaurant. Dabei wurden auch der Restaurantbesitzer und der Leibwächter Galantes ermordet. Die Bosse der anderen New Yorker Familien sollen ihr Einverständnis gegeben haben. Galantes Gier soll ausschlaggebend für seine Ermordung gewesen sein.
Der Ermordung Galantes folgten Macht- und Verteilungskämpfe innerhalb der Bonanno-Familie.
In diesem Konflikt standen sich die Anhänger Rastellis und die Capos Trinchera, Giaccone und Indelicato gegenüber.

### „Three capos murder“
Am 5. Mai 1981 wurden Trinchera, Indelicato, Giaccone, und der Bonanno-Gangster Frank Lino zu einem klärenden Gespräch eingeladen. Sie erschienen im 20/20 Night Club in Clinton Hill, Brooklyn.  Der Bonanno-Mitglieder Gerlando Sciascia geleitete die Männer zu einem Lagerraum, wo sie in einen Hinterhalt gelockt wurden. Die unbewaffneten Männer wurden von Rastelli-Leuten niedergeschossen. Nur Lino schaffte es zu entkommen. Anthony Indelicato, Sohn des ermordeten Alphonse "Sonny Red" Indelicato kam durch Zufall nicht in den Hinterhalt. Trincheras Leiche wurde in Lindenwood (Queens)- unter Beteiligung von John Gotti und Gene Gotti – verscharrt. Im Dezember 2004 wurden die Leichen allerdings gefunden. Der Fall wurde in der Presse als „Three capos murder“ bekannt.

### Folgen
2005 bekannte sich Massino des Mordes an Trinchera schuldig und wurde zu lebenslanger Haft verurteilt. Vor der Urteilsverkündung merkte Richter Garaufis folgendes an:

“The activities, rituals and personalities of the world of organized crime have been deeply romanticized in the popular media over the past 30 years. However, this trial, like so many trials before it, has portrayed the true nature of organized crime.”

„Die Aktivitäten, Rituale und Persönlichkeiten aus der Welt des organisierten Verbrechens sind in den Massenmedien in den letzten dreißig Jahren romantisiert worden. Dieses Verfahren, so wie viele vor ihm, hat die wahre Natur des organisierten Verbrechens gezeigt.“

## Darstellung in der Kunst
Im Film Donnie Brasco von 1997 wird  Trinchera von George Angelica verkörpert. Allerdings wird der „Three Capos Murder“ etwas anders dargestellt, als er sich in Wirklichkeit abgespielt hat.